# Učiteljski fakultet u Zagrebu
Učiteljski fakultet u Zagrebu je jedna od sastavnica Sveučilišta u Zagrebu.

## Programi

#### Preddiplomski studijski program
Preddiplomski sveučilišni studij –  Rani i predškolski odgoj i obrazovanje koji traje tri godine i čijim se završetkom stječe 180 ECTS bodova, te koji se ustrojava kao redoviti i izvanredni studij na tri lokacije: Središnjici u Zagrebu, Odsjeku u Čakovcu i Odsjeku u Petrinji

#### Diplomski studijski programi
Diplomski sveučilišni studij – Rani i predškolski odgoj i obrazovanje koji traje dvije godine i čijim se završetkom stječe 120 ECTS bodova te koji se ustrojava kao redoviti izvanredni studij

#### Integrirani preddiplomski i diplomski studijski programi
Integrirani preddiplomski i diplomski sveučilišni studij –  Učiteljski studij koji traje pet godina i čijim se završetkom stječe 300 ECTS bodova te koji se ustrojava kao redoviti studij (uključuje program modula) i izvodi na tri lokacije: Središnjici u Zagrebu, Odsjeku u Čakovcu i Odsjeku u Petrinji.
Integrirani preddiplomski i diplomski sveučilišni studij – Učiteljski studij; smjerovi engleski jezik, njemački jezik koji traje pet godina i čijim se završetkom stječe 300 ECTS bodova te koji se ustrojava kao redoviti studij i izvodi u Središnjici u Zagrebu.

### Djelatnosti
1. obrazovanje magistara primarnoga obrazovanja
2. obrazovanje prvostupnika predškolskoga odgoja koje je odlukom Sveučilišta 2011. promijenjeno u obrazovanje sveučilišnog studija prvostupnika i magistara predškolskog odgoja
3. pedagoško, psihološko, didaktičko i metodičko obrazovanje studenata nastavničkih fakulteta i umjetničkih akademija Sveučilišta u Zagrebu
4. doktorski studij

### Katedre
- Katedra za obrazovanje učitelja engleskog jezika

- Katedra za obrazovanje učitelja njemačkog jezika – interkulturalna germanistika

- Katedra umjetničkog područja

- Katedra za filozofiju i sociologiju

- Katedra za hrvatski jezik i književnost, scensku i medijsku kulturu

- Katedra za informacijske znanosti

- Katedra za kineziološku edukaciju

- Katedra za matematiku i statistiku

- Katedra za metodike

- Katedra za pedagogiju i didaktiku

- Katedra za prirodoslovlje, geografiju i povijest

- Katedra za psihologiju

### Ostali programi
Fakultet nudi i izvodi dvosemestarski Program stjecanja pedagoških kompetencija za strukovne učitelje, suradnike u nastavi i mentore (Program SPK), za obavljanje poslova strukovnog učitelja i suradnika u nastavi u ustanovama za strukovno obrazovanje te stjecanje pedagoških kompetencija mentora za izvođenje praktične nastave i vježbi kod poslodavca. 
U sklopu Fakulteta djeluje i studentski pjevački zbor „UFOVCI”.

## Vanjske poveznice
- Službene stranice